# فرناندا گونزالس

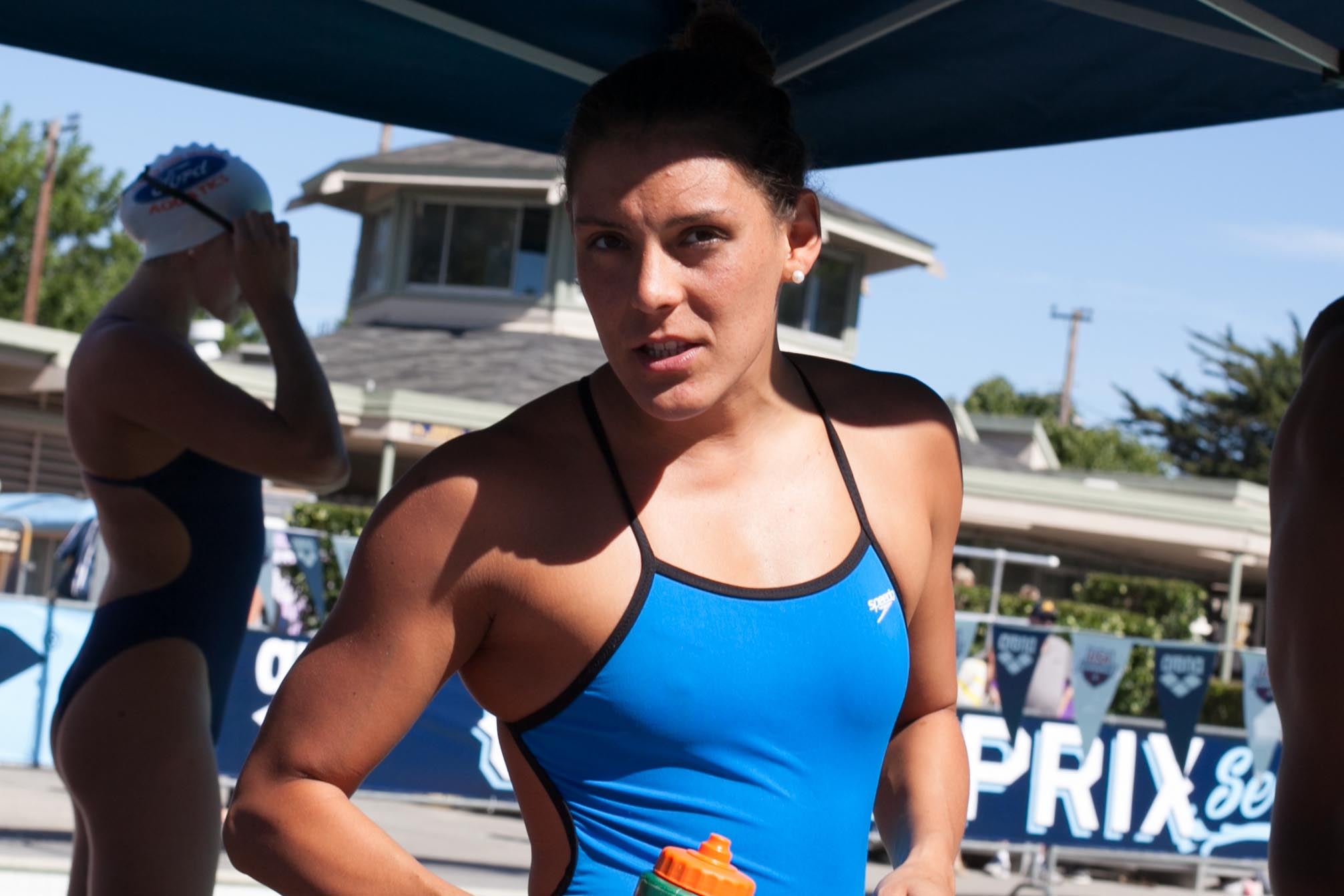
فرناندا گونزالس در سال ۲۰۱۴

فرناندا گونزالس (به انگلیسی: Fernanda González) (زادهٔ ۲۵ آوریل ۱۹۹۰) شناگر اهل مکزیک است.